# Betsy Haynes
Pour les articles homonymes, voir Haynes.
Betsy Haynes (née en 1937) est une romancière américaine, auteure de près de 80 romans de littérature d'enfance et de jeunesse abordant les genres populaires du roman policier, du fantastique, de l'humour et du récit historique.

## Biographie
Elle est mariée à Jim Haynes. Ils ont deux enfants et vivent dans la section de la péninsule de Stewart de la ville texane de  The Colony, sur le lac de Lewisville, au nord de Dallas.
Elle est connue pour ses séries jeunesse Taffy Sinclair, Les Super Cinq (Fabulous Five) et Froid dans le dos (Bone Chillers).

## Œuvres

### Romans de littérature d'enfance et de jeunesse

#### SérieTaffy Sinclair
1. Against Taffy Sinclair Club (1976) Publié en français sous le titre Le Club anti-Taffy Sinclair, Paris, Hachette, coll. « Le Livre de poche. Clip » no 7370, 1988  (ISBN 2-01-013766-3)
2. Taffy Sinclair Strikes Again (1984) Publié en français sous le titre C'est bien moi la meilleure, Paris, Hachette, coll. « Le Livre de poche. Clip » no 7371, 1988  (ISBN 2-01-013767-1)
3. Taffy Strikes Again (1984)
4. Taffy Sinclair, Queen of the Soaps (1985) Publié en français sous le titre La Star, c'est moi !, Paris, Hachette, coll. « Le Livre de poche. Clip » no 7372, 1988  (ISBN 2-01-013768-X)
5. Down with Taffy Sinclair (1987)
6. Taffy Sinclair and the Romance Machine Disaster (1987) Publié en français sous le titre Les Rivales, Paris, Hachette, coll. « Le Livre de poche. Clip » no 7373, 1988  (ISBN 2-01-013748-5)
7. Taffy Sinclair Strikes Back (1987)
8. Blackmailed by Taffy Sinclair (1987)
9. Taffy Sinclair, Baby Ashley, and Me (1987)
10. Taffy Sinclair, Television Star (1988)
11. Taffy Sinclair and the Secret Admirer Epidemic (1988)
12. Taffy Sinclair and the Melanie Makeover (1988)
13. The Truth About Taffy Sinclair (1988)
14. Taffy Sinclair Goes to Hollywood (1990)
15. Nobody Likes Taffy Sinclair (1991)

#### SérieLes Super Cinq
1. Seventh Grade Rumors (1988) Publié en français sous le titre Rumeurs au collège, Roubaix, Chantecler, 1991  (ISBN 2-8034-2309-X)
2. The Trouble With Flirting (1988) Publié en français sous le titre Les Soucis du flirt, Roubaix, Chantecler, 1991  (ISBN 2-8034-2310-3)
3. The Popularity Trap (1988) Publié en français sous le titre La Campagne électorale, Roubaix, Chantecler, 1991  (ISBN 2-8034-2311-1)
4. Her Honor, Katie Shannon (1988) Publié en français sous le titre Accusé, levez-vous !, Roubaix, Chantecler, 1991  (ISBN 2-8034-2312-X)
5. The Bragging War (1989) Publié en français sous le titre La Guerre des stars, Roubaix, Chantecler, 1991  (ISBN 2-8034-2313-8)
6. The Parent Game (1989) Publié en français sous le titre La Vie de famille, Roubaix, Chantecler, 1991  (ISBN 2-8034-2314-6)
7. The Kissing Disaster (1989)
8. The Runaway Crisis (1989)
9. The Boyfriend Dilemma (1989)
10. Playing the Part (1989)
11. Hit and Run (1989)
12. Katie's Dating Tips (1989)
13. The Christmas Countdown (1989)
14. Seventh-grade Menace (1989)
15. Melanie's Identity Crisis (1990)
16. The Hot-line Emergency (1990)
17. Celebrity Auction (1990)
18. Teen Taxi (1990)
19. The Boys-only Club (1990)
20. The Witches of Wakeman (1990)
21. Jana to the Rescue (1990)
22. Melanie's Valentine (1991)
23. Mall Mania (1991)
24. The Great TV Turnoff (1991)
25. Fabulous Five Minus One (1991)
26. Laura's Secret (1991)
27. The Scapegoat (1991)
28. Breaking Up (1991)
29. Melanie Edwards, Super Kisser (1992)
30. Sibling Rivalry (1992)
31. The Fabulous Five Together Again (1992)
32. Class Trip Calamity (1992)

#### SérieFroid dans le dos
1. Beware the Shopping Mall (1994) Publié en français sous le titre La Galerie de tous les dangers, Paris, Pocket coll. « Pocket junior. Frissons » no 166, 1995 ; réédition, Paris, Pocket coll. « Jeunesse » no 539, 2000  (ISBN 2-266-08683-9)
2. Back to School (1994) Publié en français sous le titre Panique à la cantine, Paris, Pocket jeunesse no 356, 1998  (ISBN 2-266-07949-2)
3. Little Pet Shop of Horrors (1994) Publié en français sous le titre Dans la peau d'un chien, Paris, Pocket jeunesse no 355, 1998  (ISBN 2-266-07950-6)
4. Frankenturkey (1994) Publié en français sous le titre Le Dindon de Frankenstein I, Paris, Pocket jeunesse no 357, 1998  (ISBN 2-266-08033-4)
5. Strange Brew (1995) Publié en français sous le titre L'Apprentie Sorcière, Paris, Pocket jeunesse no 358, 1998  (ISBN 2-266-08021-0)
6. Teacher Creature (1995) Publié en français sous le titre Le Monstre du marécage, Paris, Pocket jeunesse no 379, 1998  (ISBN 2-266-08034-2)
7. Frankenturkey 2 (1995) Publié en français sous le titre Le Dindon de Frankenstein II, Paris, Pocket jeunesse no 397, 1998  (ISBN 2-266-08035-0)
8. Welcome to Alien Inn (1995) Publié en français sous le titre Hôtel mortel, Paris, Pocket jeunesse no 367, 1998  (ISBN 2-266-08036-9)
9. Attack of the Killer Ants (1995) Publié en français sous le titre L'Attaque des fourmis géantesl, Paris, Pocket jeunesse no 399, 1998  (ISBN 2-266-08037-7)
10. Slime Time (1996) Publié en français sous le titre Bataille nasale, Paris, Pocket jeunesse no 445, 1998  (ISBN 2-266-08041-5)
11. The Return of Gobble-De-Spook (1996)
12. Night of the Living Clay (1996) (avec David Bergantino) Publié en français sous le titre Des monstres très collants, Paris, Pocket jeunesse no 436, 1998  (ISBN 2-266-08040-7)
13. The Thing Under the Bed (1996) Publié en français sous le titre La Chose sous le lit, Paris, Pocket jeunesse no 398, 1998  (ISBN 2-266-08038-5)
14. Here Comes Sandy Claws (1998) Publié en français sous le titre Le Homard en cavale, Paris, Pocket jeunesse no 542, 1999  (ISBN 2-266-09286-3)
15. A Terminal Case of the Uglies (1999) (avec David Bergantino)
16. Tiki Doll of Doom (1997)
17. The Queen of the Gargoyles (1997) (avec Gene Hult)
18. Why I Quit the Babysitters Club (1997) (avec David Bergantino) Publié en français sous le titre Baby-sitter, quelle galère !, Paris, Pocket jeunesse no 487, 1999  (ISBN 2-266-09229-4)
19. Blowtorch Psycho.Com (1997) (avec Sherry Shahan)
20. Night Squawker (1997) (avec Dahlia Kosinski)
21. Scare Bear (1997) (avec Gene Hult) Publié en français sous le titre Méfiez-vous des ours en peluche, Paris, Pocket jeunesse no 514, 1999  (ISBN 2-266-09285-5)
22. The Dog Ate My Homework (1997)
23. Killer Clown of Kings County (1998) (avec Daniel Ehrenhaft)
24. Romeo and Ghouliette (1998)
25. The Shopping Spree (1994)
26. Gobble-de-spook (1996)
27. Toilet Terror (1996) (avec Elizabeth Winfrey) Publié en français sous le titre La Terreur des toilettes, Paris, Pocket jeunesse no 460, 1998  (ISBN 2-266-08039-3)

#### SérieBoy Talk
1. Sneaking Around (1995)
2. Dude in Distress (1995)
3. Too Many Guys (1995)
4. Double Dumped (1995)
5. Tongue-Tied (1995)
6. Too Blue (1996)
7. Crazy in Love (1996)
8. Faking It (1996)
9. Heartbroken (1996)

#### SérieSanta Diairies
1. A Newfangled Christmas (2008)
2. North Pole Virus (2008)
3. Santa's Stowaway (2010)

#### Autres romans
- Cowslip (1973) Publié en français sous le titre Une nièce de l'oncle Tom, Paris, Hachette, coll. « Bibliothèque verte », 1976  (ISBN 2-01-002866-X) ; réédition, Paris, Hachette, coll. « Jeunesse », 1997  (ISBN 2-01-321622-X) ; réédition, Paris, LGF, coll. « Le Livre de poche. Jeunesse », 1980  (ISBN 2-253-02564-X) ; réédition, Paris, LGF, coll. « Le Livre de poche jeunesse. Historique », no 36, 2008  (ISBN 978-2-01-322537-3)
- Spies on the Devil's Belt (1974) Publié en français sous le titre Les Baleinières de Long Island, Paris, Hachette, coll. « Bibliothèque verte », 1977  (ISBN 2-01-004048-1)
- Ghost of the Gravestone Hearth (1977)
- Shadows of Jeremy Pimm (1981)
- The Power (1985) Publié en français sous le titre Puissance occulte, Paris, Hachette, coll. « Haute tension » no 207, 1985  (ISBN 2-01-009633-9)
- The Great Mom Swap (1986)
- The Great Boyfriend Trap (1987)
- Grade Me (1989)
- Deadly Deception (1994)
- The Great Dad Disaster (1994)
- To Die For (2012)
- The Creepazoid's Nostrils (2013)
- Cowslip A Slave (2014)